# Guðrún Ósvífursdóttir
Guðrún Ósvífursdóttir (974-1060), es un personaje principal de la saga de Laxdœla y una de las mujeres más prolíficas de la historia de la Mancomunidad Islandesa durante la era vikinga. Guðrún habitaba Laugar, Sælingsdalstúnga en Dalasýsla, Islandia. Era hija de Ósvífur Helgason.
Es un personaje histórico que cumple su papel en una sociedad vikinga marcada por el honor y la venganza. Famosa por su belleza, tuvo muchos pretendientes y llegó a casarse hasta cuatro veces:
Con el primero, Þorvaldur Halldórsson (n. 968), hijo de Halldór Héðinsson de Garpsdalur, Austur-Barðastrandar, no tuvo desdencendia y tras dos años el matrimonio acabó en divorcio.
Con el segundo, Þórður Ingunnarson (n. 970), tuvo dos hijos, Þórður (n. 996) y Árnkátla (n. 994), pero antes Guðrún incitó a Þórður a divorciarse de su primera esposa, Aud. La tragedia se cebó en el camino con su muerte en un naufragio.
Con el tercero, Bolli Þorleiksson, ocupa gran parte de la saga en un triángulo amoroso con Kjartan Ólafsson quien también la cortejaba y según la saga ella prefería. Kjartan era hermano adoptivo de Bolli. Por unos falsos rumores sobre Kjartan y un supuesto compromiso de matrimonio con Ingibjörg, la hermana del rey Olaf I de Noruega, se decidió por Bolli. La violenta situación acaba enfrentando a ambos hermanos y Bolli mata a Kjartan, para a su vez Bolli ser asesinado por la familia de Kjartan. Guðrún tuvo seis hijos con Bolli, cuatro varones: Þorleikur (n. 1007), Höskuldur (n. 1006), Súrtur (n. 1005), Bolli (n. 1004); y dos mujeres: Herdís (n. 1003) y Þorgerður (n. 1001). Tras la tragedia, Guðrún intercambia propiedades con Snorri Goði y en su nueva hacienda Þorleikur y Bolli crecen en un ambiente donde ella insiste en la venganza por la muerte de su padre, pero finalmente llegan a un acuerdo de compensación en el althing de Thorness que beneficia a ambas partes en litigio.
Con Þorkell Eyjólfsson casó por última vez; Þorkell era un influyente goði de Helgafell, Munkaþverá, en Eyjafjarður y fue muy competente en la administración de la hacienda y un buen padre adoptivo. Con él tuvo dos hijos, Gellir (1008 – 1073) y Rjúpa (n. 1010). Según la saga Þorkell también murió en un naufragio. El prominente cronista Ari fróði, autor de Íslendingabók, es descendiente directo de Gellir. 
Según la saga, a la muerte de su último marido, Guðrún voluntariamente se convierte en la primera monja de clausura de Islandia y tras su muerte fue enterrada en Helgafell.